# Pontirolo Nuovo
Pontirolo Nuovo es una localidad y comune italiana de la provincia de Bérgamo, región de Lombardía, con 4.895 habitantes.

## Evolución demográfica
| Gráfica de evolución demográfica de Pontirolo Nuovo entre 1861 y 2001 |
|                                                                       |
| Fuente ISTAT - elaboración gráfica de Wikipedia                       |